# Hogon

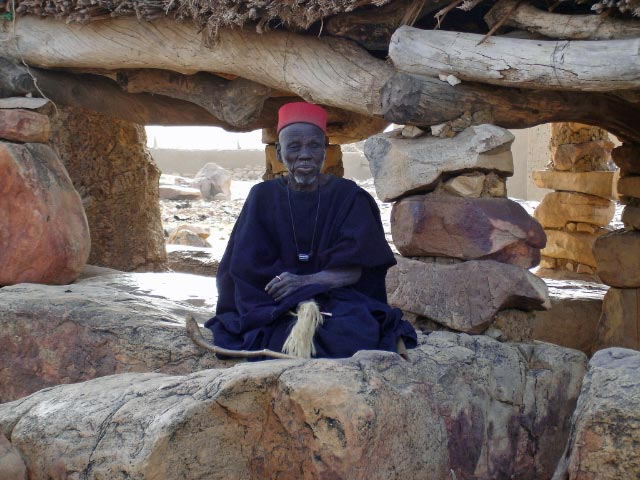
Een ingewijde hogon in 2006

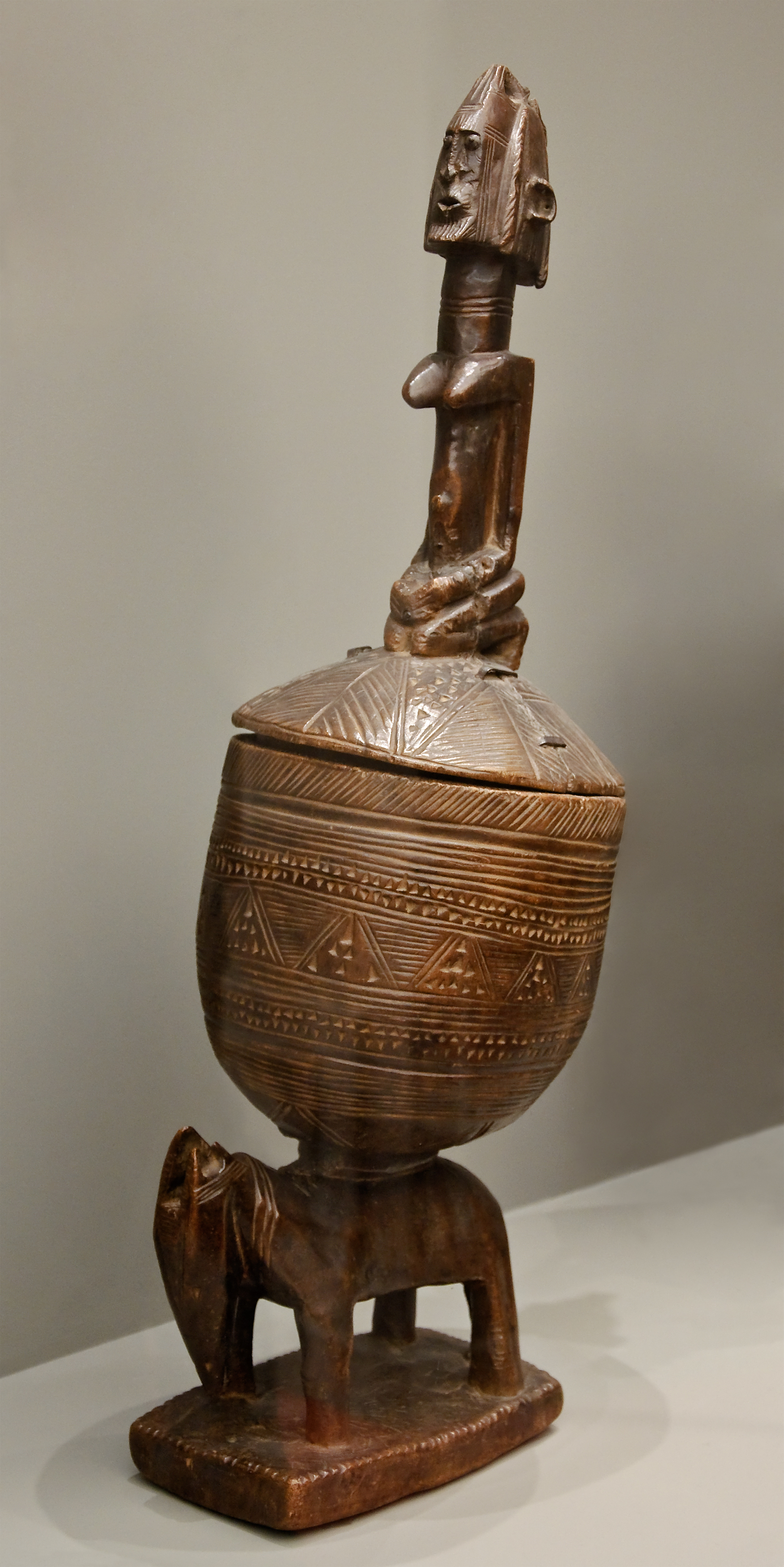
Beker die gebruikt werd voor de ceremonie tot installatie van een hogon (Musée du quai Branly)

Bij de Dogon in Mali is een hogon de spiritueel leider van een stam. De cultus is gewijd aan Lebe, godin van de aarde, en de agrarische cyclus. De functie van hogon betreft altijd een man, kan erfelijk zijn, maar in de meeste gevallen wordt de hogon gekozen uit de dorpsoudsten.

## Initiatie

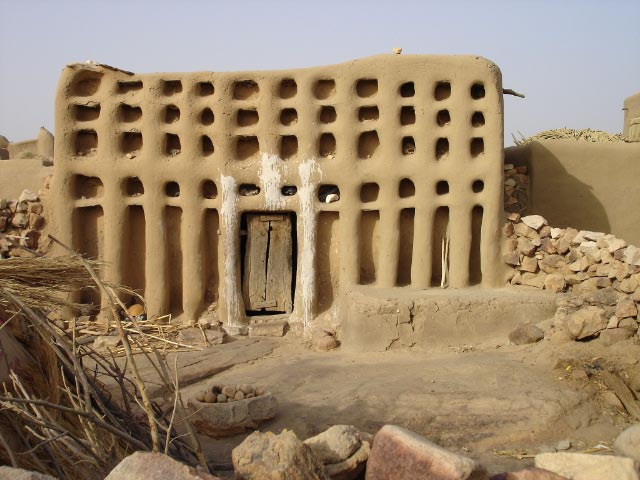
Een Hogonwoning

Na zijn verkiezing trekt hij witte kleren aan en ondergaat een initiatieperiode van zes maanden in afzondering waarin hij zich niet mag wassen en scheren, en niemand hem mag aanraken. Een maagdelijk meisje uit het dorp, dat nog niet haar maandelijkse periode heeft, fungeert als dienstmeisje. Zij reinigt het huis en bereidt het eten, maar keert 's nachts terug naar haar ouderlijk huis.

## Leven
Na te zijn ingewijd draagt hij een rood hoofddeksel en een armband met een parel als symbool van zijn waardigheid. Een hogon is celibatair en mag niet aangeraakt worden. Zijn (eerste) vrouw keert nu bij hem terug om voor hem te zorgen, maar ook zij verlaat 's nachts het huis, omdat de hogon alleen moet wonen en absolute kuisheid moet bewaren. De Dogon geloven dat de heilige slang Lebe 's nachts komt om de hogon met speeksel te wassen en hem daarmee wijsheid geeft.
Voor toeristen is het gebruik geworden bij een bezoek aan het dorp kleine geschenken, zoals geld of kollanoten mee te nemen voor de hogon.